# Desert Falcon
Desert Falcon é um jogo eletrônico de tiro lançado em 1987 para o Atari 7800 e em 1988 foi lançado para a Família Atari de 8-bits. O jogo foi revelado em 1984 como parte do anúncio do Atari 7800, e referido como Sphinx e Nile Flyer. Projetado por Bob Polaro, Desert Falcon é vagamente baseado na mitologia egípcia antiga. Os gráficos isométricos de rolagem diagonal fez com que críticos comparassem o jogo ao jogo da Sega Zaxxon (1982). A versão em 8 bits foi projetada por Ken Rose.

## Recepção
Numa crítica à versão em 8 bits para a ANALOG Computing em 1989, Matthew J.W. Ratcliff escreveu: "Desert Falcon tem bons gráficos, efeitos sonoros fofos e um tema cansativo e chato." Ele citou Zaxxon várias vezes, considerando Desert Falcon apenas visualmente diferente com mesma jogabilidade. A New Atari User escreveu: "A rolagem em Desert Falcon não é tão suave quanto poderia ser", mas elogiou a animação do falcão e o uso de sombras. À Antic, David Plotkin escreveu: "O manual descreve uma grande variedade de inimigos. Infelizmente, exceto por alguns triângulos voadores, todos eram muito parecidos". No entanto, concluiu: "Tem gráficos excelentes e é muito jogável."
Depois de jogar a versão para 7800, Len Poggiali da Current Notes descreveu-o como "um jogo de arcade médio com um enredo abaixo da média e apelo visual acima da média".